# 함께하는 세상
함께하는 세상은 KBS 1라디오(전국, 수도권 기준 FM 97.3MHz, AM 711kHz)에서 방송되는 장애인 관련 프로그램이며, KBS 3라디오로 채널을 이관한 《내일은 푸른하늘》을 대체하기 위해 2003년부터 방송중인 장애인 대상 프로그램이다. 진행자는 조항리 아나운서이며, 방송시간은 매주 토요일 밤 8시 30분부터 밤 8시 56분까지이다.

## 역사
2003년 7월 20일에 첫방송을 시작해, 2005년 5월 1일에 잠정적으로 폐지됐다가, 2009년 5월 2일 이후 4년 만에 다시 부활했다. 단, 이 프로그램은 모두 전국방송이다.

## 역대 방송시간
| 방송 채널   | 방송 기간                           | 방송 시간                         |
| ----------- | ----------------------------------- | --------------------------------- |
| KBS 1라디오 | 2003년 7월 20일 ~ 2005년 5월 1일    | 매주 일요일 오후 4:30 ~ 오후 4:58 |
| KBS 1라디오 | 2009년 5월 2일 ~ 2009년 10월 25일   | 주말 오후 5:30 ~ 오후 5:58        |
| KBS 1라디오 | 2009년 10월 31일 ~ 2014년 12월 28일 | 주말 오후 5:32 ~ 오후 5:58        |
| KBS 1라디오 | 2015년 1월 3일 ~ 2016년 5월 8일     | 주말 오후 5:32 ~ 오후 5:56        |
| KBS 1라디오 | 2016년 5월 14일 ~ 2019년 4월 20일   | 매주 토요일 오후 5:32 ~ 오후 5:56 |
| KBS 1라디오 | 2019년 4월 27일 ~ 현재              | 매주 토요일 밤 8:30 ~ 밤 8:56     |